# Ise-katagami
Ise-katagami (伊勢型紙) ou apenas Katagami (型紙), é uma técnica artesanal japonesa de fazer estêncis de papel para tingimento de tecidos. É designado uma das propriedades culturais importantes e intangíveis do Japão. A cidade de Suzuka, na prefeitura de Mie, é conhecida por esta arte.

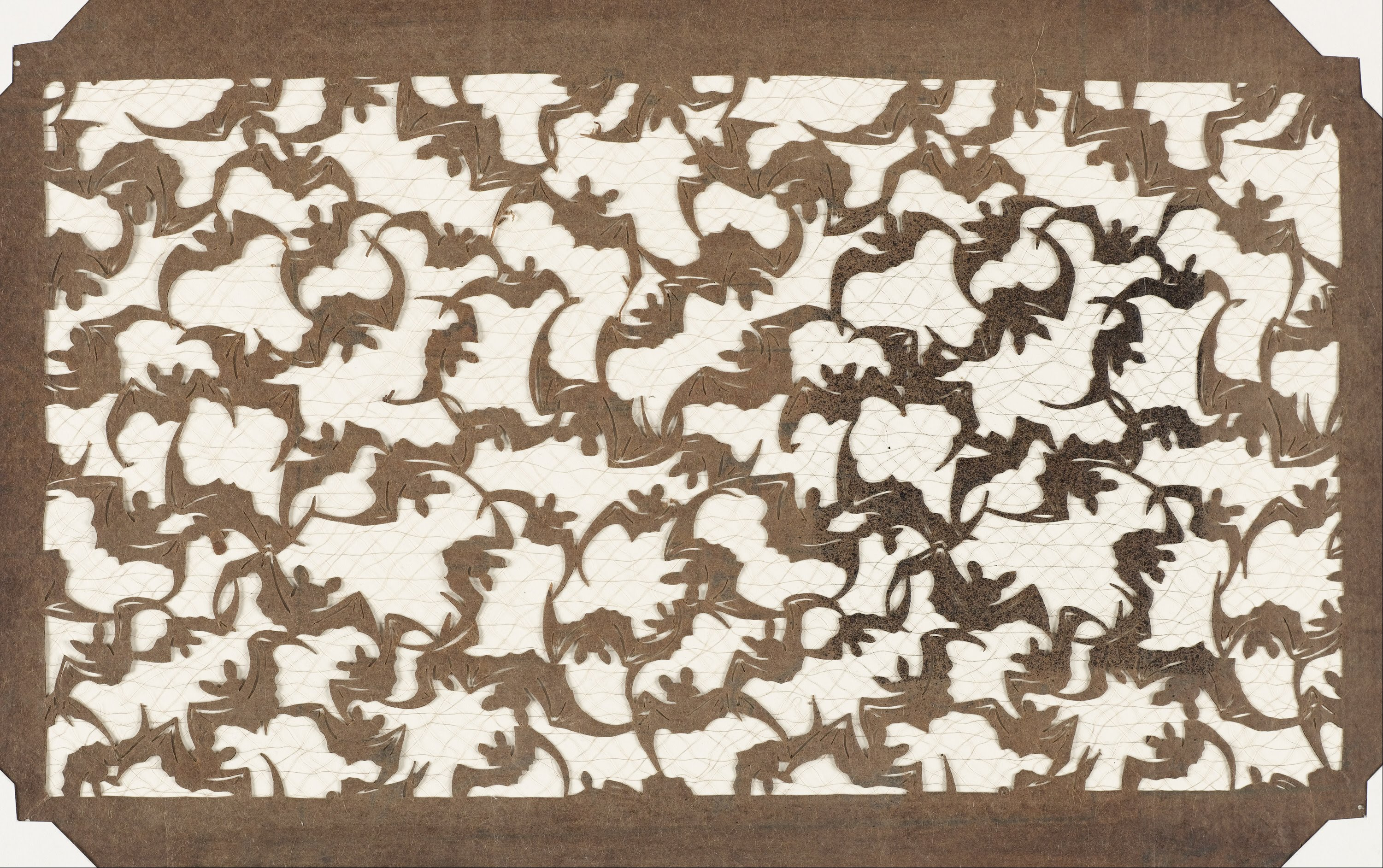
Estêncil de Morcegos Voadores (1780-1830). Papel kozo, verniz feito a partir do suco de caqui e cabelo humano (Cooper–Hewitt, National Design Museum)

A técnica de ise-katagami é diferente da técnica de ise-washi (伊勢和紙), embora ambas sejam feitas na prefeitura de Mie.

## Técnica

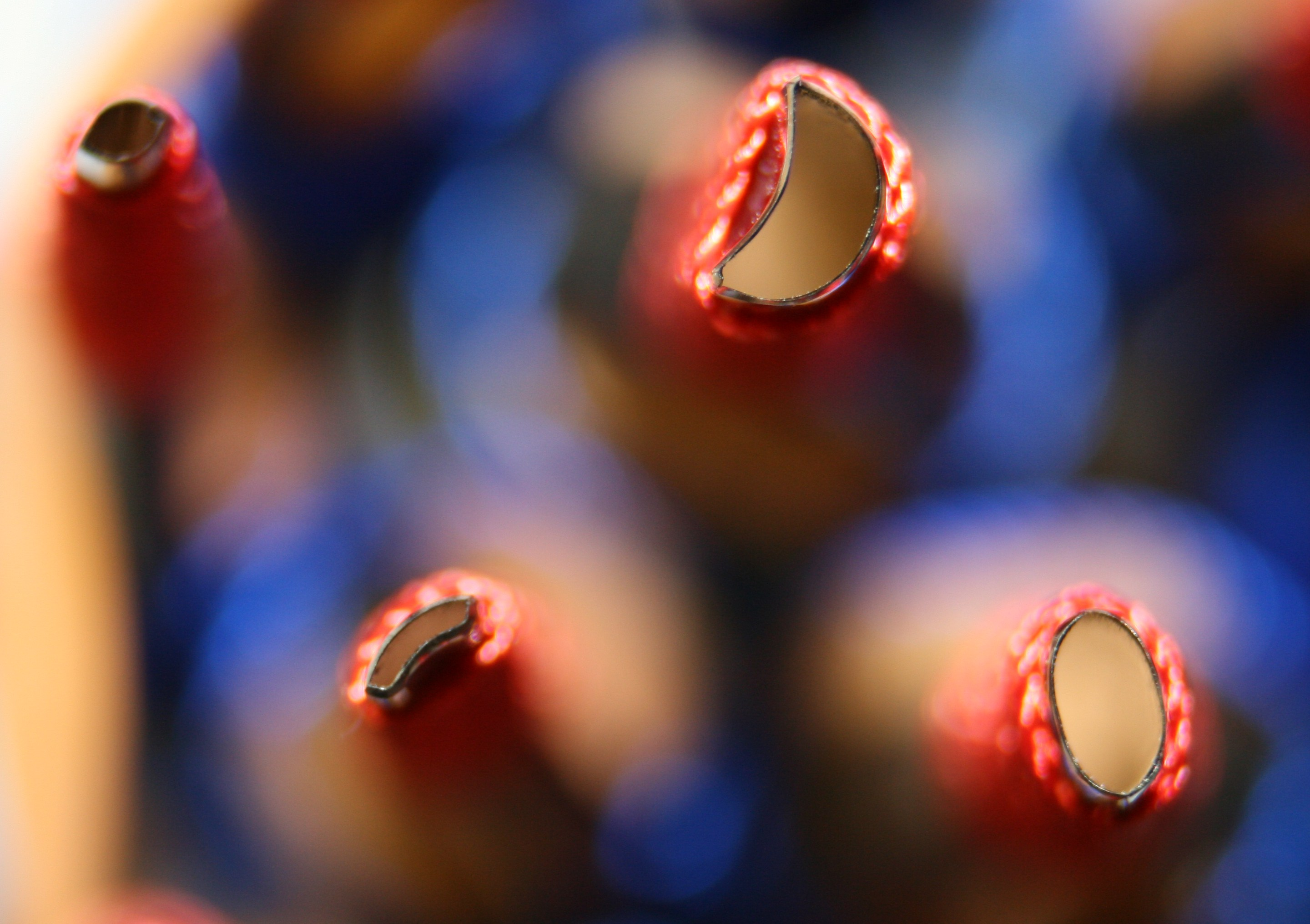
Dōgu-bori, ferramentas utilizadas para o corte de estêncis

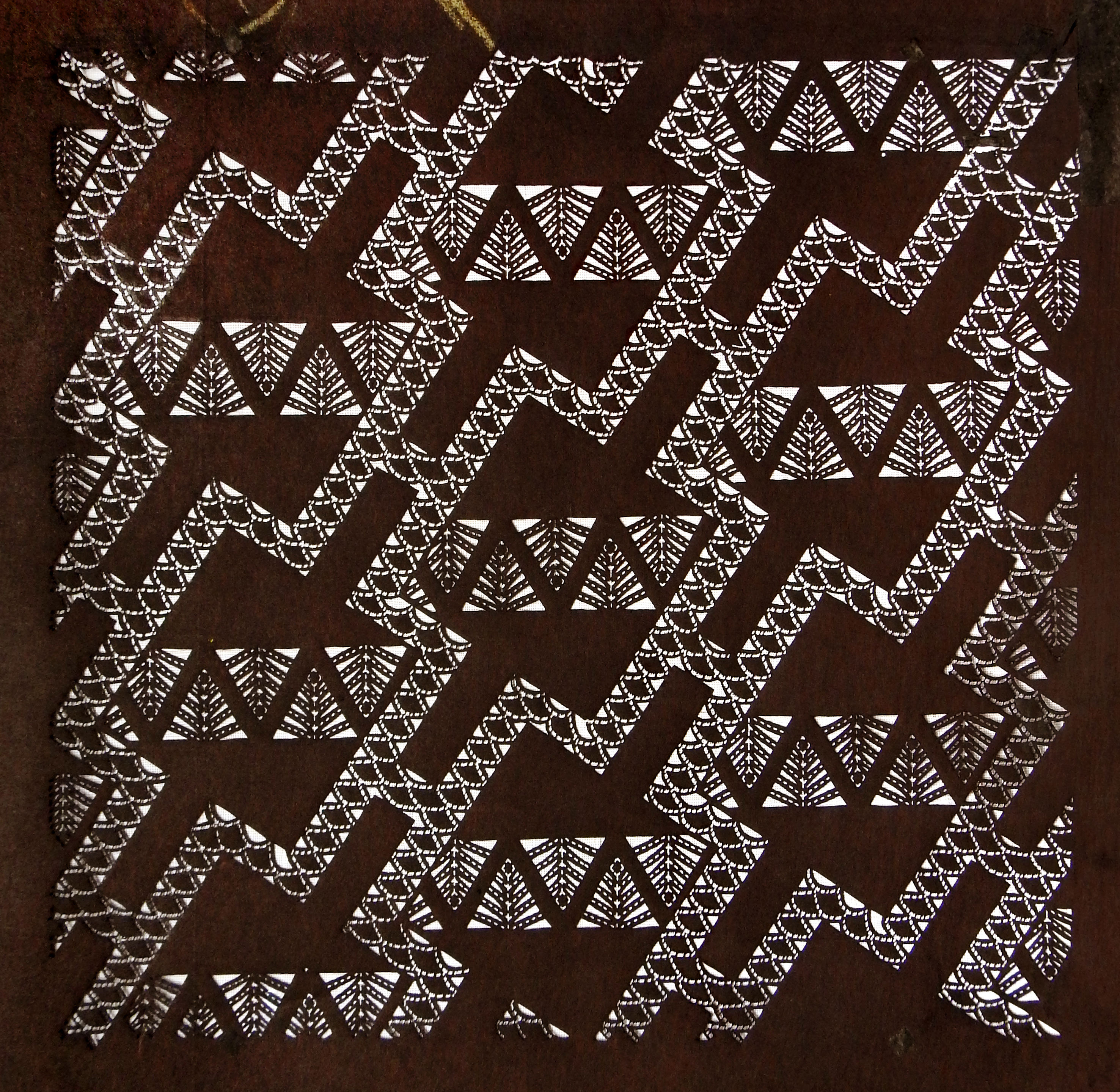
Modelo de papel ("Ise-katagami") com "ornamento geométrico" de 1900

Camadas de papel japonês (和紙, washi)  são coladas com kakishibu (柿渋), um suco de caqui rico em tanino. O padrão é extraído usando uma variedade de ferramentas e quatro principais técnicas de corte são utilizadas:
1. Shima-bori (縞彫り) é uma técnica para cortar listras. O artesão corta as listras, puxando uma faca para si contra uma régua.
2. Tsuki-bori (突彫り) é uma técnica onde o artesão corta através de cinco a oito camadas do papel estêncil empurrando a ponta da faca para longe de si. As facas de Tsukibori devem ser bastante afiadas, e são afiadas pelos próprios artesãos antes de serem usadas.
3. Kiri-bori (錐彫り) é um método de usar uma faca com uma lâmina semicircular para criar padrões de círculos. Corta-se um grande número de pequenos furos girando a lâmina contra o papel. Em alguns casos, existem cerca de 100 furos por centímetro quadrado.
4. Dōgu-bori (道具彫り) é um método pelo qual é usado um perfurador com uma ponta em uma forma predeterminada - uma pétala de flor de cerejeira ou diamante, por exemplo. O perfurador é aplicado verticalmente e o padrão é essencialmente perfurado para fora do papel.

Terminado os estêncis, estes são utilizados para fazer o tingimento. Na técnica de tingimento katazome, uma pasta de arroz é passada através do estêncil para o tecido. Quando tingidos, os pigmentos não aderem às áreas com a pasta de arroz. Utilizando múltiplos alinhamentos do estêncil, grandes áreas podem ser estampadas. A ideia desta técnica é parecida com a serigrafia, que foi desenvolvida na França.

## História

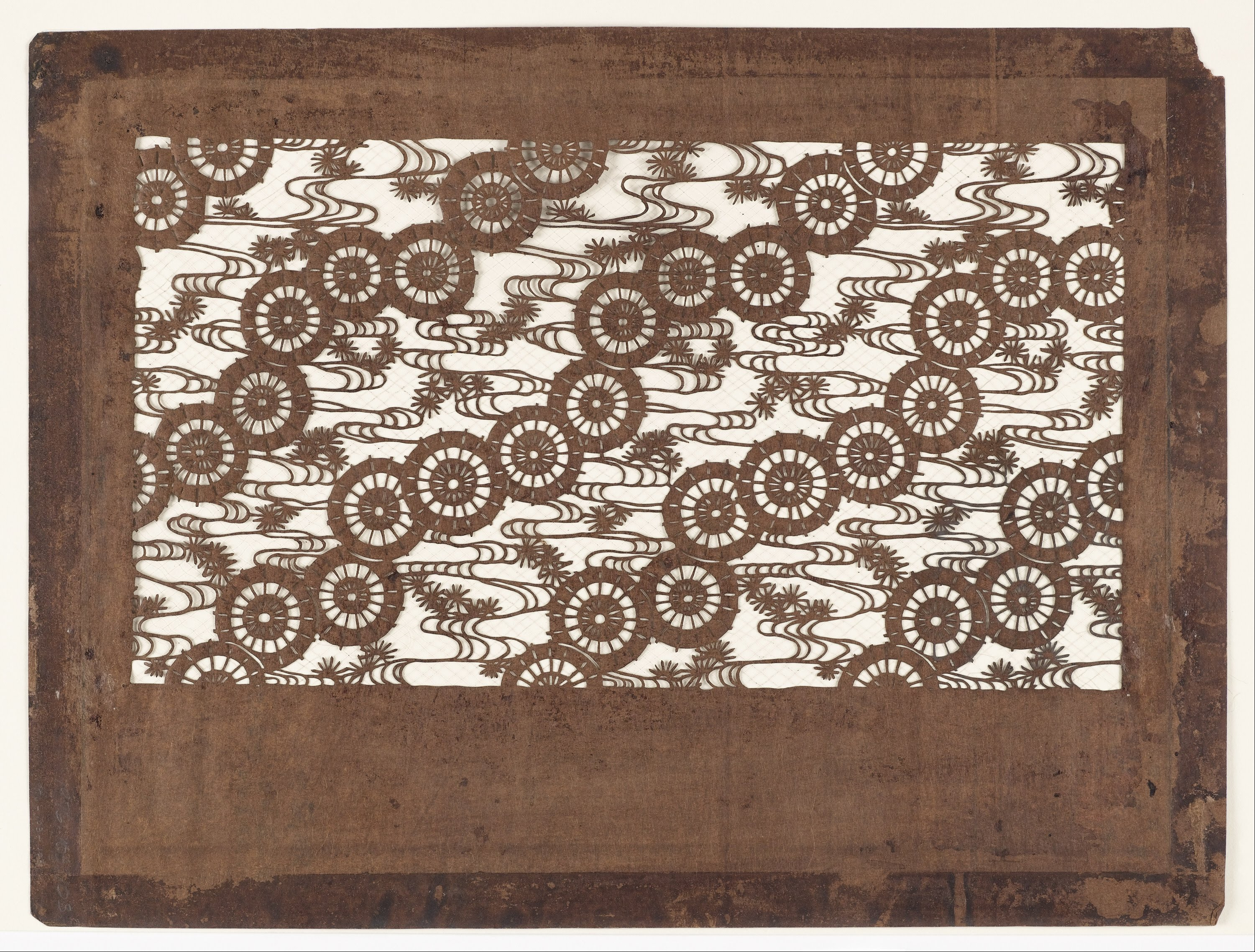
Guarda-chuvas, água e agulhas de pinheiro (final do século 19): papel kozo, verniz feito a partir do suco de caqui e fio de seda

A origem do Ise-katagami é incerta e há várias teorias, algumas dizendo que este já existia na era Heian (794-1185).
Sabe-se no entanto que estêncis de papéis já existiam no fim do período Muromachi (1392-1573) porque um pintor contemporâneo retratou um tinteiro usando um estêncil em uma das pinturas da série de gravuras Shokunin zukushi-e (職人尽絵).
Durante o período Edo (1600-1868), a produção do Ise-katagami se desenvolveu com patrocínio do domínio de Wakayama, onde atualmente se situam a província de Wakayama e o sul da província de Mie.
O nome de Ise-katagami é devido ao fato das cidades da província de Ise (agora prefeitura de Mie) serem centros históricos dos artesanatos feitos por esta técnica.  Atualmente, a produção deste artesanato é localizada principalmente ao redor da cidade de Suzuka.

## Conservação
Os ex-praticantes Nakajima Hidekichi (中島秀吉) (1883-1968), Rokutani Baiken (六谷梅軒) (1907-1973), Nanbu Yoshimatsu (南部芳松) (1894-1976), Nakamura Yūjirō (中村勇二郎) (1902-1985), Kodama Hiroshi (児玉博) (1909-1992), e Jōnoguchi Mie (城ノ口みゑ) (1917-2003) foram honrados com o título de tesouro nacionais vivos (人間国宝, ningen kokuhō) do Japão.
A Associação para Preservação de Ise-Katagami (伊勢型紙技術保存会) foi formada em 1991.
Em 1993, Ise-katagami foi designado um propriedade cultural de importância intangível (重要無形文化財, mukei bunkazai) (重要無形文化財?). O Museu de Estêncis Ise-Katagami foi inaugurado em 1997 na cidade de Suzuka.

## Coleções
- O Museu de Artes Aplicadas de Viena (MAK) tem mais de 8.000 katagamis em sua coleção, que inspirou artistas da Wiener Werkstätte, tal como Josef Hoffmann. Em 2018, mais de 600 katagamis com folhas de dados detalhadas foram publicados no banco de dados online do MAK.[16]

- O Museu de Nacional de Design e Arquitetura, Universidade de Middlesex tem cerca de 400 katagamis que fazem parte da coleção Silver Studio. Estes estavam entre os recursos visuais coletadas por Arthur Silver como fonte de inspiração para designs de papéis de parede e de tecidos.[17]